# La Brillanne
La Brillanne település Franciaországban, Alpes-de-Haute-Provence megyében. Lakosainak száma 1114 fő (2022. január 1.). La Brillanne Lurs, Niozelles, Oraison és Villeneuve községekkel határos.

## Népesség
A település népességének változása:
| Lakosok száma | 521  | 573  | 649  | 844  | 1068 | 1112 | 1149 | 1124 | 1117 | 1114 |
|               | 1968 | 1982 | 1990 | 2006 | 2013 | 2015 | 2017 | 2019 | 2020 | 2022 |